# Шальных, Валерий Александрович
Вале́рий Алекса́ндрович Шальны́х (род. 8 апреля 1956, Свердловск) — советский и российский актёр театра и кино; народный артист России (2006).

## Биография
Родился 8 апреля 1956 года в Свердловске. Жил вдвоём с матерью в бедности. Мать — Александра Ивановна, работала на свердловском номерном заводе; отец страдал от алкогольной зависимости, долго безрезультатно лечился в ЛТП, когда Валерию исполнилось восемь лет, отец исчез.
Мать привела Шальных в заводской драматический кружок. Скончалась в 2012 году. 
В 1973 году, сразу после окончания средней школы, Шальных приехал в столицу и записался на прослушивание во все театральные училища. На первом же туре был принят в Школу-студию МХАТ на курс Василия Маркова. Со второго курса его преподавателями были Андрей Мягков и Алла Покровская. Окончив учёбу в 1977 году вошёл в труппу «Современника» по рекомендации Аллы Покровской.
В «Современнике» Галина Волчек сразу предложила молодому актёру главную роль первого секретаря горкома партии в спектакле «Обратная связь» по пьесе Александра Гельмана. Одновременно с «Обратной связью» он готовился играть главную роль Лямина в постановке «НЛО» по одноимённой пьесе Владимира Малягина. Отработал в театре 34 года. В июне 2011 года вместе с женой актрисой Еленой Яковлевой ушёл из «Современника». 
С 1977 года снимается в кино.

## Личная жизнь
- Первая жена — Елена Левикова, театровед. Брак продлился три года, с 1979 по 1982 год[2].

- Вторая жена — Наталья. Работала бухгалтером по расчёту заработной платы в «Современнике» (по 1985 год). Прожили в браке с 1983 по 1985 год[2].
  - Дочь — Екатерина (род. 1984), экономист[2].
    - Внук — Никита[2].

- Третья жена — Елена Яковлева (род. 5 марта 1961), актриса, народная артистка РФ (2002). Брак супруги зарегистрировали 3 марта 1990 года в Грибоедовском ЗАГСе Москвы, а до этого пять лет жили в фактическом браке. Свидетелем на свадьбе был Игорь Кваша[4].
  - Сын — Денис (род. 7 ноября 1992), учился[когда?] на режиссёрском факультете Гуманитарного института телевидения и радиовещания на Большой Полянке в Москве, актёр[2].

Любимый писатель — Фёдор Достоевский. Хобби — вождение автомобиля.
Жалеет о своей несыгранной роли Медведя в телефильме Марка Захарова «Обыкновенное чудо», на которую режиссёр утвердил Александра Абдулова.

## Творчество

### Работы в театре

#### «Современник»
- 1977 — «Вишнёвый сад» — Пётр Сергеевич Трофимов, студент (по одноимённой пьесе А. П. Чехова).
- 1977 — «Обратная связь» — Сакулин (по одноимённой пьесе Александра Гельмана).
- 1978 — «НЛО» — Лямин (по одноимённой пьесе Владимира Малягина).
- 1978 — «Большевики» — Гиль (по одноимённой пьесе Михаила Шатрова).
- 1978 — «Двенадцатая ночь» — Валентин и Курио (по пьесе «Двенадцатая ночь, или Что угодно?» Уильяма Шекспира).
- 1978 — «Генрих IV» — Бертольд (по одноимённой пьесе Луиджи Пиранделло).
- 1980 — «Дороже жемчуга и злата»[5] — Генрих (по одноимённой пьесе Галины Соколовой по сказке Ханса Андерсена).
- 1980 — «Лорензаччо» — Козимо Медичи (по одноимённой пьесе Альфреда де Мюссе).
- 1981 — «Кабала святош» — Захария Муаррон (по пьесе «Кабала святош» Михаила Булгакова).
- 1981 — «Поиск-891» — Степанов (по одноимённой пьесе Юлиана Семёнова).
- 1982 — «Три сестры» — Николай Львович Тузенбах, барон, поручик (по пьесе «Три сестры» А. П. Чехова).
- 1983 — «Ревизор»[6] — почтмейстер (по пьесе «Ревизор» Н. В. Гоголя).
- 1984 — «Дни Турбиных» — Николай Турбин (по пьесе «Дни Турбиных» Михаила Булгакова).
- 1985 — «Навеки — девятнадцатилетние» — Китенёв (по одноимённой повести[7] Григория Бакланова).
- 1987 — «Случай в Виши» — Лебо (по одноимённой пьесе Артура Миллера).
- 1987 — «Стена» — Вячеслав Горохов (по одноимённой пьесе Александра Галина).
- 1988 — «Смиренное кладбище» — Стасик (по одноимённой повести Сергея Каледина).
- 1987 — «Мелкий бес» — Рутилов (по роману «Мелкий бес» Фёдора Сологуба).
- 1991 — «Мурлин Мурло»[8] — Алексей (по одноимённой пьесе Николая Коляды).
- 1991 — «Анфиса»[9] — Андрей Розенталь (по одноимённой пьесе Леонида Андреева).
- 1994 — «Пигмалион»[10] — полковник Пиккеринг (по пьесе «Пигмалион» Бернарда Шоу).
- 1997 — «Вишнёвый сад»[11][12] — Яша (по пьесе «Вишнёвый сад» А. П. Чехова).
- 2001 — «Ещё раз о голом короле»[13] — Генрих (по одноимённому произведению Леонида Филатова).
- 2001 — «Балалайкин и Ко»[14] — Балалайкин (по одноимённой пьесе Сергея Михалкова по отрывкам сатирического романа «Современная идиллия» М. Е. Салтыкова-Щедрина).
- 2004 — «Бесы»[15] — Федька (по роману «Бесы» Ф. М. Достоевского).
- 2005 — «Полёт чёрной ласточки, или эпизоды истории под углом 40 градусов»[16] — портной вождя ( по пьесе Петра Хотяновского и Инги Гаручава).
- 2005 — «Подлинная история М. Готье по прозвищу "Дама с камелиями"»[17] — Варвиль (по роману «Дама с камелиями» Александра Дюма (сына)).
- 2006 — «Пять вечеров»[18] — Тимофеев (по пьесе «Пять вечеров» Александра Володина).
- 2007 — «Горе от ума»[19] — старуха Хлёстова, графиня, и Скалозуб (по комедии «Горе от ума» А. С. Грибоедова).
- 2009 — «Спектакль»[20] — Зритель, Прохожий, Чиновник, Чёрт (по одноимённой пьесе Михаила Покрасса).

### Фильмография
- 1977 — Кафе «Изотоп» — Валерий Орлов
- 1977 — Хочу быть министром — Ваня Карпухин
- 1979 — Активная зона — Юра, работник АЭС, секретарь комсомольской организации
- 1980 — Полёт с космонавтом — Сеня Брусничкин
- 1981 — Дядюшкин сон — Вася
- 1981 — Транзит — Алёша Коныгин, шофёр
- 1981 — Третье измерение — Филькин, лейтенант
- 1983 — Отцы и дети — Виктор Ситников
- 1983 — Поздняя любовь — Дормедонт Шаблов, младший сын
- 1984 — Дороже жемчуга и злата — Хенрик
- 1985 — Большое приключение — Николай Алексеевич, участковый милиционер
- 1986 — Встречная полоса — Зубков, старший лейтенант милиции, следователь
- 1987 — Большевики
- 1987 — Приключения Алиски в Вообразилии — Чеширский кот и Головастик
- 1991 — Дело Сухово-Кобылина (2-я серия) — Кондрат Кондратыч Иванов, мелкий чиновник (нет в титрах)
- 1991 — Шальная баба — курьер
- 1993 — Эта женщина в окне — администратор цирка
- 1994—1998 — Петербургские тайны («Развязка „Петербургских тайн“») — Гусь
- 2005—2006 — Люба, дети и завод… — Сергей
- 2006 — Вишнёвый сад — Яша, молодой лакей
- 2006 — Полёт чёрной ласточки, или эпизоды истории под углом 40 градусов — портной вождя
- 2007 — Вся такая внезапная (30-я серия «Выпьем за любовь»)
- 2008 — Жизнь, которой не было — Олег Вадимович Земский, сенатор
- 2009 — Какраки — милиционер (нет в титрах)
- 2010 — Доктор Тырса (20-я серия) — Виктор Кубанцев, бизнесмен, муж бывшей жены Грушина
- 2013 — Вальс-бостон — Михаил, бывший муж Надежды

## Признание
- 1992 — почётное звание «Заслуженный артист Российской Федерации»[21] — за заслуги в области искусства.
- 2006 — почётное звание «Народный артист Российской Федерации»[1] — за большие заслуги в области искусства.